# Gerda Stevenson
Gerda Stevenson (* 10. dubna 1956 Peeblesshire, Skotsko) je skotská spisovatelka, herečka a režisérka. Studovala na Royal Academy of Dramatic Arts v Londýně. Převážnou část svého života autorka věnovala psaní pro divadla, televize, rádia i film jak ve Velké Británii, tak i v zahraničí.
Pro BBC Radio 4 zdramatizovala několik skotských románů, dále vytvořila adaptaci The Apple Tree. Pro BBC Radio Scotland vytvořila adaptaci díla Secrets, což je dvoudílné drama o prostituci. V roce 2012 byla v New Yorku uvedena její hra Federer Versus Murray, v následujícím roce 2013 autorka vydala básnickou sbírku If This Were Real. Dále je také Gerda Stevenson velmi uznávanou herečkou jak filmových, tak i divadelních rolí. Mezi její divadelní role patří např. hlavní role ve stejnojmenné hře Edwina Morgana Phaedra, Lady Macbeth v Macbethovi či Desdemona v Othellovi. Hrála také ve filmech, ztvárnila např. malou roli ve filmu Mela Gibsona Statečné srdce, a televizních seriálech, kde ztvárňovala spíše malé epizodní role, např. v seriálu Vraždy v Midsomeru. 
V roce 2014 se autorka zúčastnila literárního festivalu Měsíc autorského čtení, který je pořádaný brněnským nakladatelstvím a agenturou Větrné mlýny. Tato agentura natočila pro Českou televizi cyklus “Skotská čítanka – Don't Worry – Be Scottish” – díl s Gerdou Stevenson režíroval J. A. Pitínský.

## Díla

### Rádiové hry
- Island Blue
- Secrets: The Punter's Tale
- Secrets: The Escort's Tale
- The Apple Tree